# Лосятинский сельский совет (Кременецкий район)
Лосятинский сельский совет (укр. Лосятинська сільська рада) — входит в состав
Кременецкого района
Тернопольской области
Украины.
Административный центр сельского совета находится в 
с. Лосятин.

## Населённые пункты совета
- с. Лосятин
- с. Борщовка